# باشگاه فوتبال الوطنی
باشگاه الوطنی (به عربی: نادي الوطني) یک باشگاه فوتبال از عربستان سعودی است که در شهر تبوک قرار دارد.
این باشگاه در سال ۱۹۵۹ میلادی تأسیس شده است.